# María del Pilar Sinués
María del Pilar Sinués y Navarro, más conocida como María del Pilar Sinués de Marco (Zaragoza, Aragón, 19 de diciembre de 1835 - Madrid, 20 de noviembre de 1893) fue una popular y prolífica escritora española de diversos géneros: novela, poesía y obras divulgativas, y además utilizó el seudónimo de Laura para sus artículos periodísticos en la revista que dirigía.

## Biografía

### Primeros pasos
María del Pilar Sinués y Navarro nació el 19 de diciembre de 1835 en Zaragoza, Aragón, España. Hija de Pedro Sinués y Yoldi y de Flora Navarro. Recibió educación en el convento de Santa Rosa, gracias a lo cual desarrolló cualidades literarias. Publicó su primera novela Rosa a los 18 años. Entre 1853 y 1854 publicó once poemas en el diario El Avisador y cinco en El Esparterista. Son poemas de temática religiosa, familiar y política, un ejemplo de esto último es el que dedicó un poema al «invicto Duque de la Victoria» además de otros poemas.
Publicó su primer poemario Mis vigilias en 1854. 

Yo vi a Rosa en mi ciudad natal en las manos del pobre artesano, en el tocador de la elegante dama, en el pupitre del respetable padre de familia, en la cocina del campesino, en la humilde habitación del eclesiástico...

### Madrid y el éxito social y literario
En 1856 se casó por poderes con el también escritor y periodista valenciano José Marco y Sanchís a quien solo conocía por carta debido a la mutua admiración por sus obras. La propuesta de matrimonio surgió de una reunión de poetas bohemios entre los que se encontraba Gustavo Adolfo Bécquer, que tras la lectura de uno de sus poemas y ante el entusiasmo general, provocó en Marco y Sanchís el deseo de casarse con ella. Tras el matrimonio se mudó a vivir a Madrid. Allí, colaboraron juntos en varias publicaciones tales como la revista La España musical y Literaria. La revista Álbum de señoritas con la que Bécquer tenía una gran vinculación publicó una fábula suya. Entró así de pleno en la vida literaria de la Corte. Pasó a ser un personaje frecuente en las publicaciones, ya como autora ya como protagonista de la vida cultural. El periódico La Época se hizo eco del regalo de un brazalete de la condesa de San Antonio en agradecimiento al trabajo de la escritora. Presente en foros literarios y tertulias, adquirió gran renombre que quedó recompensado en homenajes y galardones. 
Su marido adaptó además con gran éxito al teatro su obra El sol de invierno.
Dirigió la revista semanal El Ángel del Hogar entre 1864 y 1869; publicación sobre literatura, teatro, moda y labores. Colaboró en múltiples revistas tales como La Educación Pintoresca, El Fénix, La Educanda y El Periódico Ilustrado. Además tradujo obras del francés.
Publicó como obras narrativas 66 novelas, incluyendo en estas también leyendas y relatos y colaboró en 38 revistas y periódicos. Esto hizo que fuera criticada por su prolijidad, en la revista satírica El Moro Muza se hacía una parodia de ella sobre una anécdota que ella recogería y sobre la que montaría una novela. También fue criticada por sus ideas progresistas.
El vivir de sus libros le hizo entrar en contradicción ya que según Julio Nombela no vivía como enseñaba a las mujeres. No disfrutaba de las labores propias, según ella misma, de estas; se separó de su marido; no tuvo hijos y disfrutó de una independencia económica así como de una vida intelectual y activa muy intensa. Sin embargo, cuando Mariano de Cavia ridiculizó en una columna a la fundadora del Ateneo de Señoras, Faustina Sáez de Melgar, se desligó completamente de ella. Al igual que criticó a Rosario de Acuña por su protagonismo en la vida intelectual y su postura política. Participó en la rama femenina de la Sociedad Abolicionista junto a Faustina Sáez de Melgar, Ángela Grassi, Micaela de Silva y Blanca Gassó entre otras. Fue nombrada secretaria pero dimitió enseguida, quizá por no estropear su imagen pública.
En 1875 su esposo la abandonó. La separación matrimonial provocó seguramente su viaje como corresponsal a París pero también le trajo el ostracismo institucional ya que rompió la retórica doméstica que se exigía a las escritoras virtuosas. Publicó regularmente en el periódico progresista El imparcial con temas relacionados con la cuestión femenina como la educación, la posibilidad de trabajar, la moral y la religión. En 1883 lanzó el primer número de Flores y Perlas, dirigida por ella y redactada únicamente por mujeres, pero no se tienen más noticias sobre la continuidad de la revista.
Falleció el 20 de noviembre de 1893 en Madrid.

## Obra
Vivió íntegramente de su producción literaria. Sus obras contienen temas educacionales y moralizantes, a menudo ejemplarizantes sobre el ideal del comportamiento de la mujer como madre y esposa. Sus textos incluyen una pedagogía cargada de romanticismo. Pretendía enseñar deleitando.
Su situación como escritora y pedagoga le llevó a un adoctrinamiento que no se reflejaba en los caracteres femeninos de sus obras, lo que llevaba a un conflicto en su tarea educacional.
En sus obras diseñó el modelo de la mujer de su época: buenas hijas, con un marido adecuado, madres, responsables de la educación de sus hijos, y con la vista en la felicidad general de su familia. Todo ello desde una visión católica y conservadora. Dos de sus obras fueron declarados texto oficial en todas las escuelas: La ley de Dios: Leyendas (1858) y A la luz de la lámpara: Cuentos morales (1862).
Según sus propias palabras:

Una joven bien educada puede, en el día de la desgracia, enseñar cosas buenas y agradables; puede ganar su vida y unirse al hombre que ama, aunque la fortuna de ese hombre sea modesta, porque puede ayudarle; una señorita cuya educación abrace el amor y el cuidado del hogar y el conocimiento perfecto de una de las manifestaciones del arte, puede educar a sus hijos y hasta escribir algunos libros que ayuden al bienestar de los suyos, porque la literatura va siendo ya lucrativa.

Sinués obtuvo su gran éxito literario porque se adscribió al «canon isabelino» que asociaba la belleza estética con las obras de inspiración cristiana y moralizante. La influencia indiscutible provenía de los trabajos teóricos del poeta francés Lamartine sobre el idealismo cristiano que avala la literatura femenina de temática sentimental, religiosa, doméstica y paisajística, donde entra Sinués. Las primeras obras de Sinués son leyendas medievales, de clara influencia romántica. Después escribió obras costumbristas al estilo de Böhl de Faber, y en El ángel del hogar enumerará cómo debe ser una escritora virtuosa que además es hija, hermana, madre y esposa. Su vida privada debe ser intachable.
Al trasladarse a Madrid amplió su labor literaria escribiendo manuales de conducta para la familia cristiana, folletines y traducción de novelas francesas. Poco a poco se fue alejando de los preceptos isabelinos y adentrándose en la estética realista que se estaba imponiendo en la novela francesa. Un ejemplo sería Fausta Sorel en 1861. También entre 1864 y 1869 escribió una Galería de mujeres célebres en nueve volúmenes donde figuran trayectorias femeninas lejos del ángel del hogar.
Desde su revista El ángel del hogar apoyó la Revolución Gloriosa de 1868 y dedicó artículos sobre las iniciativas de instrucción femenina que propugnó la Universidad Central en 1869. Era consciente de su evolución personal que se acentuó con su separación matrimonial; así en 1879 defendía la profesionalización literaria.
El desprestigio en el que cayó la figura de Sinués fue debido a la desvalorización que cayó sobre la cultura isabelina al considerarla femenina y lejos del genio creador masculino, concepto dominante en la Restauración.

### El ángel del hogar
El título de esta novela se ha empleado para definir el ideal de la mujer del siglo XIX d. C.. Publicada en 1857 su éxito fue enorme teniendo y estuvo reeditándose al menos treinta años, siendo su última edición en 1881.
La novela fue prologada por Ángela Grassi, también escritora y amiga suya. Alababa en él cómo Sinués pretendía con ella educar a las lectoras en los valores que les harían ser la “mujer ideal”. Para ello, Sinués hacía hincapié en cuatro puntos básicos: la maternidad, principal misión de la mujer, - todos los personajes femeninos son madres y la única mujer que no tiene hijos y que es además una mujer emancipada es infeliz y cruel, siendo el suicidio su fin-; la literatura,que solo debe ser hecha por mujeres cuando la escritora se dirija a otras mujeres y los temas sean para alabar la vida doméstica o morales; el ámbito doméstico, único ámbito en el que la mujer se realiza plenamente, y la religión, pilar fundamental, ya que la virtud y sobre todo la resignación son los ejes básicos en la vida de una mujer.
Para ese ideal de mujer era necesaria la educación ya que en su papel de educadora y de esposa competente le era imprescindible. Compartía esta idea con los pensadores liberales. Para hacer más comprensible la lectura de su obra intercaló capítulos pedagógicos con narraciones de estilo sentimental en los que las heroínas virtuosas se alejana del mundo inmoral. todos los casos le habían sido contados por su madre o alguna amiga. Esto lo hacía más reales.

## Listado de sus obras
- Rosa, 1851. Novela original, costumbrista.
- Mis vigilias, 1854. Poemas, narraciones en verso, cuentos y ensayos.
- Luz de Luna, 1855. Leyenda histórica ambientada en el siglo XV d. C..
- Cantos de mi lira, 1857. Leyendas en verso. En la corriente del Romanticismo.
- La diadema de perlas, 1857. Novela histórica.
- Amor y llanto, 1857. Leyendas históricas.
- Margarita, 1857. Novela.
- Premio y castigo, 1857. Novela, dedicada a Carolina Coronado.
- La Ley de Dios, 1858. Colección de leyendas basadas en los Diez Mandamientos. Una de sus más aclamadas obras.
- El ángel del hogar, 1859. Moralista y educacional.
- Flores del alma, 1860. Poemas.
- Un nido de palomas, 1861. Novela, bastante popular.
- Fausta Sorel, 1861. Novela original.
- ¡¡Pobre Ana !!, 1861. Leyenda histórica.
- A la sombra de un tilo, 1862. Novela.
- A la luz de una lámpara, 1862. Recopilación de cuentos morales.
- La rama de sándalo, 1862.
- Sueños y realidades, 1862.
- El lazo de flores, 1862. Novela.
- El sol de invierno, 1863. Novela, adaptada al teatro por su marido.
- Celeste, 1863. Novela.
- La senda de la gloria, 1863. Novela.
- La Virgen de las lilas, 1865. Novela.
- Hija, esposa y madre, 1866. Cartas pedagógicas.
- El almohadón de rosas, 1864. Novela.
- No hay culpa sin pena, 1864. Novela.
- Galería de mujeres célebres, 1868. Leyendas biográficas.
- El alma enferma, 1864. Novela.
- El cetro de flores, 1865. Colección de leyendas históricas.
- Querer es poder, 1865. Novela.
- A río revuelto, 1866. Novela.
- Cuentos de color de cielo, 1867. Recopilación de relatos y cuentos.
- Veladas de invierno en torno a una mesa de labor, 1866.
- El camino de la dicha, 1866. Cartas a dos hermanos sobre la educación.
- La familia cristiana. La corona nupcial, 1871. Novela.
- Volver bien por mal, 1872. Novela.
- Las alas de Ícaro, 1872. Novela.
- El último amor, 1872. Novela.
- Una hija del siglo, 1873. Novela.
- Un libro para las damas, 1875. Estudios sobre de la educación femenina. Obra de referencia en el sistema educativo.
- El becerro de oro, 1875. Novela que alcanzó gran de éxito.
- La vida íntima, 1876. Epístolas.
- Combates de la vida, 1876. Cuadros sociales.
- Plácida, 1877. Drama familia.
- Un libro para las madres, 1877.

## Reconocimiento
- Sus libros La ley de Dios y A la luz de la lámpara fueron declarados texto oficial en todas las escuelas.
- En Zaragoza hay una calle que lleva su nombre.
- La Universidad de Zaragoza tiene una sala con su nombre.